# أولسترية إسكتلندية (لهجة)

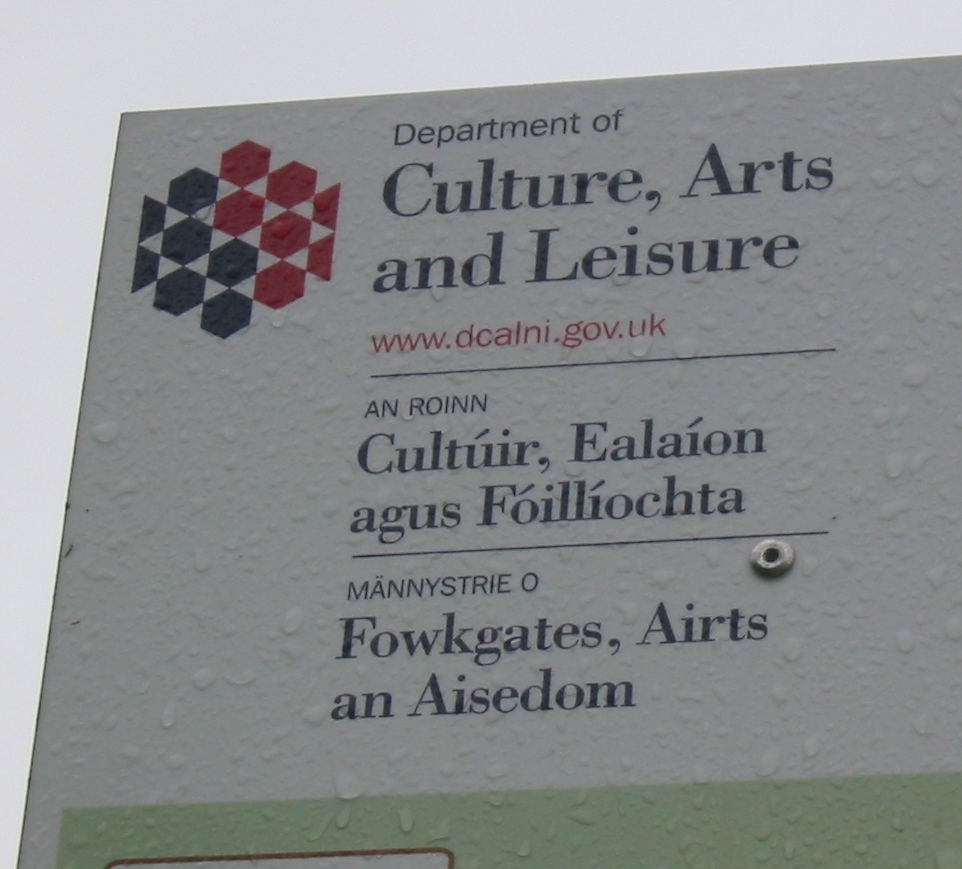
مثال على اللافتات بثلاث لغات باللغتين الإنجليزية والإيرلندية والأولسترية الإسكتلندية.

الأولسترية الإسكتلندية (بالإنجليزية: Ulster Scots) -ح(Ulstèr-Scotch) هي مجموعة لسن من اللغات الإسكتلندية المستخدمة في مقاطعة أولستر (أيرلندا). الناطقين بهذه اللغة يسمونها الإسكتلندية، الجديلية الإسكتلندية أو السكوتش؛ تعتبر عموما لهجة أو مجموعة من لهجات الإسكتلندية. وصلت اللغة الإسكتلندية إلى أولستر خلال أوائل القرن السابع عشر، عندما وصلت أعداد كبيرة من المتحدثين باللغة الإسكتلندية من الأراضي المنخفضة الإسكتلندية خلال مرحلة مستوطنات هاميلتون ومونتغمري واستعمار أولستر. تأثرت اللغة بالأيرلندية الإنجليزية والايرلندية. لا ينبغي الخلط بين الأولسترية الإسكتلندية ذات الاصل الجرماني مع الغيلية الإسكتلندية أو الأيرلندية، والتي هي لغات كلتية.

## للتوسع
- لسان هاميلي (2010)، وثائقي باللغة الإنجليزية والأيرلندية الغيلية من إخراج ديجلان أو موشان.
- The Hamely Tongue (لسان هاميلي): A Personal Record of Ulster-Scots in Country Antrim (1995) (سجل شخصي من أولستر- إسكتلنديين في بلاد أنتريم ) لجيمس فنتون، مجموعة من التعبيرات والجمل اليومية في الأولسترية الإسكتلندية.

## مذكرات ومراجع
1. ↑  Traynor, Michael (1953) The English Dialect of Donegal. Dublin: Royal Irish Academy, p. 36
2. ↑  "Ulster-Scots - the Dialect of the Laggan". Askaboutireland.ie. مؤرشف من الأصل في 2020-05-05. اطلع عليه بتاريخ 2015-04-17.
3. ↑  Traynor, Michael (1953) The English Dialect of Donegal. Dublin: Royal Irish Academy, p. 244
4. ↑  Nic Craith M. (2002) Plural Identities—singular Narratives, Berghahn Books. p. 107
5. ↑  Nordhoff، Sebastian؛ Hammarström، Harald؛ Forkel، Robert؛ Haspelmath، Martin، المحررون (2013). "Ulster [Scots]". غلوتولوغ. Leipzig: Max Planck Institute for Evolutionary Anthropology. {{استشهاد بكتاب}}: الوسيط |إظهار المحررين=4 غير صالح (مساعدة)، الوسيط غير المعروف |chapterurl= تم تجاهله يقترح استخدام |مسار الفصل= (مساعدة)، وروابط خارجية في |chapterurl= (مساعدة)
6. 1 2  Gregg, R. J. (1972) "The Scotch-Irish Dialect Boundaries in Ulster" in Wakelin, M. F., Patterns in the Folk Speech of the British Isles, London: Athlone Press
7. ↑  "Ulster-Scots Agency". Ulster-Scots Agency. مؤرشف من الأصل في 2019-08-02. اطلع عليه بتاريخ 2015-04-17.
8. ↑  "Anent Oorsels". Ulsterscotslanguage.com. مؤرشف من الأصل في 2018-12-02. اطلع عليه بتاريخ 2015-04-17.
9. ↑  Harris, J. (1985) Phonological Variation and Change: Studies in Hiberno English, Cambridge, p. 15
10. ↑  Macafee, C. (2001) "Lowland Sources of Ulster Scots" in J. M. Kirk & D. P. Ó Baoill, Languages Links: the Languages of Scotland and Ireland, Belfast: Cló Ollscoil na Banríona, p. 121
11. ↑  Montgomery & Gregg 1997: 572

### مقالات ذات صلة
- لسانيات
  - قائمة اللغات
    -       - لغات هندية أوروبية
        - لغات جرمانية
          - لغات جرمانية غربية
            - لغات أنجلو فريزية
              - لغة إسكتلندية